# Angélica Azcui
Angélica Azcui Fernández ( La Paz, circa finales del s XIX inicios de s XX) fue una activista social y política, de raíz anarquista y anticlerical boliviana. Surgió de las filas del artesanado paceño y se inició en las luchas sociales alrededor de 1920. Participó activamente en la formación de los primeros sindicatos obreros, planteando reivindicaciones particulares en favor de las mujeres, por la situación de explotación a las que estaban sometidas las trabajadoras. Apoyó la sindicalización de las mujeres trabajadoras a domicilio. En 1939, conformó en la ciudad de La Paz, el Primer Sindicato Mixto de Confección en General.

## Vida sindical y activismo político
-Miembra del Centro Obrero de Estudios Sociales (surgido en 1915)
-Ateneo Femenino (Abril 2023)
-Federación Obrera del Trabajo de La Paz (FOT)
Universidad Popular, de corto funcionamiento,  dirigida a fortalecer  la educación en sectores obreros y populares. Esta idea se cristalizó en 1970 con la creación de la Universidad Nacional Siglo XX, dirigida a estudiantes mineros del Norte de Potosí.
- Legión femenina de educación popular América . (22-04- 1936) Fundada por Etelvina Villanueva y Angélica Azcui.  Su programa comprendía: la  acción a favor de los niños y los presos; la culturización de las socias y la campaña de la concesión de los derechos civiles a favor de la mujer
Su organización trabajaba dos líneas, una en favor de los niños y los presos y la otra se centraba en una campaña sostenida a favor del ejercicio de los derechos civiles de las mujeres.

## Vida Artística
- Participó en el "Cuadro dramático Rosa Luxemburgo". (Compañía Teatral de educación artística y política para  los Explotados).
- En la Escuela Dramática Paceña, compartió roles con  las dramaturgas Simona Aranda y Emma Castillo Camargo-

## Propuestas feministas y sindicales
En el primer Congreso de la Legión Femenina de Educación Popular realizado en noviembre de 1936,  Azcui en calidad de delegada presentó una propuesta de 9 puntos sobre reivindicaciones fundamentales para las mujeres, los niños y los trabajadores en general:
- Trabajar por la socialización de la educación.
- Concesión gratuita de material escolar a los niños proletarios
- Institutos para niños débiles
- Limitación de la jornada de trabajo a favor de las mujeres
- Salario igual a trabajo igual
- Vacación de 60 días antes y después del parto
- Establecimiento de casas cuna
- Conquistas políticas y sociales a favor de la mujer- Trabajar por la socialización de la educación
- Crear universidades populares e institutos de capacitación   para hombres y mujeres que trabajen
- Concesión gratuita de material escolar a los niños proletarios
- Institutos para niños débiles